# Tommy (film)
Tommy – brytyjski musical z 1975 roku na podstawie albumu Tommy zespołu The Who.

## Fabuła
6-letni Tommy jest świadkiem zabójstwa swego ojca. Wskutek tego chłopiec traci wzrok, słuch i mowę. Mijają lata, ale stan Tommy’ego się nie zmienia. Bezbronny Tommy jest łatwym obiektem drwin i agresji. Kuzyn Kevin znęca się nad nim, a wuj Ernie wykorzystuje go seksualnie. Pojawia się nadzieja: lekarz twierdzi, że przyczyną są stany psychiczne. Za jego namową, Nora podejmuje kolejną próbę dotarcia do syna i zbudzenia go z wieloletniego snu. Efekt jest zaskakujący.

## Obsada
- Oliver Reed – Frank Hobbs
- Ann-Margret – Nora Walker
- Roger Daltrey – Tommy Walker
- Elton John – Czarodziej Pinballa
- Eric Clapton – Kaznodzieja
- John Entwistle
- Keith Moon – Wujek Ernie
- Paul Nicholas – Kuzyn Kevin
- Jack Nicholson – Psychiatra
- Robert Powell – Kapitan Walker
- Pete Townshend
- Tina Turner – Królowa Acid
- Arthur Brown – Ksiądz
- Victoria Russell – Sally Simpson

i inni

## Nagrody i nominacje (wybrane)
Oscary za rok 1975
- Najlepsza aktorka – Ann-Margret (nominacja)
- Najlepsza adaptacja muzyki – Pete Townshend (nominacja)

Złote Globy 1975
- Najlepsza aktorka w komedii/musicalu – Ann-Margret
- Najlepsza komedia/musical (nominacja)
- Najlepszy debiut aktorski męski – Roger Daltrey (nominacja)